# Furcula obliterata
Furcula obliterata är en fjärilsart som beskrevs av Smith 1954. Furcula obliterata ingår i släktet Furcula och familjen tandspinnare. Inga underarter finns listade i Catalogue of Life.